# Пам'ятки Дружківки
У місті Дружківка Донецької області на обліку перебуває 21 пам'ятка історії та монументального мистецтва.
| № пп | Охорон. номер | Найменування пам'ятки                                                                     | Місцезнаходження пам'ятки                                                           | Рік встановлення                 | Автор                                               | Рішення               |
| ---- | ------------- | ----------------------------------------------------------------------------------------- | ----------------------------------------------------------------------------------- | -------------------------------- | --------------------------------------------------- | --------------------- |
| 1.   | 260           | Братська могила радянських воїнів і пам'ятник землякам.                                   | вул. Герцена.                                                                       | 1970 р. рек. 1985 р.             | -                                                   | 17.12.1969 р. № 724   |
| 2.   | 2014          | Пам'ятний знак на честь 200-річчя заснування міста Дружківка.                             | площа Молодіжна.                                                                    | 1981 р.                          | Автор: Чернов С. В.                                 | 19.04.1983 р. № 280-р |
| 3.   | 255           | Братська могила радянських воїнів Південно-Західного фронту.                              | площа Загиблих Героїв.                                                              | 1960 р. рек. 1983 р.             | -                                                   | 17.12.1969 р. № 724   |
| 4.   | 264           | Пам'ятник Зубарєву А. Г., Герою Радянського Союзу.                                        | вул. Котляревського, 95.                                                            | 1966 р.                          | Скульптор: Хулап Б. В.                              | 17.12.1969 р. № 724   |
| 5.   | 2011          | Пам'ятник жертвам фашизму.                                                                | вул. Соборна, 3.                                                                    | 1976 р.                          | Автор: Півень В. Ф.                                 | 19.04.1983 р. № 280-р |
| 6.   | 261           | Пам'ятник на честь підпільної організації «Ленінська іскра».                              | вул. Привокзальна, 2.                                                               | 1968 р.                          | Автор: Дубінін В.                                   | 17.12.1969 р. № 724   |
| 7.   | 3206          | Могила воїна-афганця підполковника Петліна В. І.                                          | вул. Рози Люксембург, (мікрорайон «Яковлівка»), цвинтар.                            | 1986 р.                          | -                                                   | 14.07.1993 р. № 419   |
| 8.   | 2028          | Пам'ятний знак на честь першого козацького поселення.                                     | траса на в'їзді у місто.                                                            | 1981 р.                          | Автор: Півень В. Ф.                                 | 10.11.1984 р. № 663-р |
| 9.   | 252           | Братська могила революціонерів, борців за Радянську владу та радянських воїнів.           | сквер Ювілейний.                                                                    | 1931 р., рек. 1977, рек. 1983 р. | -                                                   | 21.06.2000 р. № 376   |
| 10.  | 3207          | Могила воїна-афганця рядового Шестакова Віктора Миколайовича.                             | с-ще Яковлівка, мікрорайон «Сурово», цвинтар, північна частина.                     | 1986 р.                          | -                                                   | 14.07.1993 р. № 419   |
| 11.  | 259           | Братська могила радянських воїнів Південно-Західного фронту і пам'ятник воїнам- землякам. | Дружківська м/р, с. Миколайпілля.                                                   | 1969 р. рек. 1985 р.             | -                                                   | 17.12.1969 р. № 724   |
| 12.  | 254           | Братська могила радянських воїнів Південно-Західного фронту.                              | Олексієво-Дружківська сел./р, смт Олексієво-Дружківка.                              | 1959 р.                          | -                                                   | 17.12.1969 р. № 724   |
| 13.  | 262           | Пам'ятник воїнам-землякам, робітникам заводу «Червона Зірка».                             | Олексієво-Дружківська сел./р, смт Олексієво-Дружківка.                              | 1966 р. рек. 1983 р.             | Автори: Ванін Б. Т., Супрун С. Н., Золотченко Л. В. | 5.09.1975 р. № 475    |
| 14.  | 263           | Пам'ятник Носулі Н. В., Герою Радянського Союзу.                                          | Олексієво-Дружківська сел./р, смт Олексієво-Дружківка.                              | 1968 р.                          | Скульптор: Балдін Ю. І.                             | 5.09.1975 р. № 475    |
| 15.  | 3208          | Могила воїна-афганця рядового Приходька Г. І.                                             | Олексієво-Дружківська сел./р, смт Олексієво-Дружківка, цвинтар, півн.-зах. частина. | 1983 р.                          | -                                                   | 14.07.1993 р. № 419   |
| 16.  | 257           | Братська могила радянських воїнів Південно-Західного фронту.                              | Райська сел./р, смт Новогригорівка                                                  | 1955 р.                          | -                                                   | 17.12.1969 р. № 724   |
| 17.  | 258           | Братська могила радянських воїнів і пам'ятник землякам.                                   | Райська сел./р, смт Новомиколаївка.                                                 | 1968 р. рек. 1985 р.             | Автор: Лобойко А. Ф.                                | 17.12.1969 р. № 724   |
| 18.  | 268           | Пам'ятник Леніну В. І.                                                                    | вул. Привокзальна.                                                                  | 1952 р.                          | -                                                   | 17.12.1969 р. № 724   |
| 19.  | 2013          | Пам'ятник землякам — льотчикам, вихованцям Дружківського ТСОВІАХІМу.                      | пр. Космонавтів.                                                                    | 1977 р.                          | -                                                   | 19.04.1983 р. № 280-р |
| 20.  | 266           | Пам'ятник В.І.Леніну                                                                      | площа ім. Леніна.                                                                   | 1960 р.                          | Скульптор Футеріан А. Я. Архітектор Онащенко В. М.  | 17.12.1969 р. № 724   |
| 21.  | 2012          | Пам'ятник воїнам-визволителям.                                                            | вул. Соборна.                                                                       | 1977 р.                          | -                                                   | 19.04.1983 р. № 280-р |
|      |               |                                                                                           |                                                                                     |                                  |                                                     |                       |